# José María González-Sinde
José María González-Sinde (Burgos, 12 de octubre de 1941-Pozuelo de Alarcón, 21 de diciembre de 1992) fue un productor, director y guionista de cine español.

## Biografía
Comienza su relación con el mundo del espectáculo a través de la música, trabajando en compañías discográficas como Hispavox en la década de 1960. Tras cursar estudios en la Escuela Oficial de Cinematografía, comienza a dedicarse al séptimo arte, produciendo la película El Love Feroz o Cuando los hijos juegan al amor, de José Luis García Sánchez. En 1966 fue detenido por asociación ilícita siendo condenado por el Tribunal de Orden Público a unos meses de arresto.
Posteriormente destacó escribiendo guiones para José Luis Garci, como Asignatura pendiente, Solos en la madrugada y Las verdes praderas.
Como productor, su participación en el cine alcanza medio centenar de títulos, además de series de televisión, como Plinio y como director se puso detrás de la cámara en Viva la clase media.
En la década de 1980 fundó la Academia de las Artes y las Ciencias Cinematográficas de España siendo su primer presidente de 1986 a 1988 y dirigió Telemadrid entre 1990 y 1991.
Padre de la cineasta y antigua Ministra de Cultura española Ángeles González-Sinde. Su hijo David, falleció en un accidente de tráfico en mayo de 2011 a los 37 años de edad.